# Sergio Tu
Sergio Tu (chinesisch 杜志濠 / Tu Chih Hao; * 24. Februar 1997 in Santo Domingo) ist ein taiwanischer Radrennfahrer, der im Straßenradsport aktiv ist.

## Sportliche Laufbahn
Sergio Tu wurde in der Dominikanischen Republik geboren und erhielt deshalb seinen spanischen Vornamen Sergio. Im Alter von acht Jahren kehrte er nach Taiwan in die Heimat seiner Eltern zurück, wo er im Alter von 15 Jahren mit dem Radsport begann. 2016 führte ihn seine Karriere nach Europa, wo er bis 2019 für mehrere UCI Continental Teams an den Start ging. Hervorstechendes Resultat in dieser Zeit war die Silbermedaille im Einzelzeitfahren der U23 bei den Asien-Meisterschaften im Straßenradsport 2019. Zur Saison 2020 wechselte er zur Equipo Kern Pharma. Jedoch bereits nach zwei Rennen wurde seine Radsportkarriere durch die COVID-19-Pandemie abrupt unterbrochen.
2022 erhielt Sergio Tu eine neue Chance beim Team Bahrain Victorious, wo er zunächst eine Saison im Nachwuchsteam Cycling Team Friuli eingesetzt und zur Saison 2023 fest in das UCI WorldTeam übernommen wurde. 2023 sicherte er sich zum vierten Mal den nationalen Titel im Einzelzeitfahren, bei den Asien-Meisterschaften gewann er im Einzelzeitfahren die Silbermedaille.

## Erfolge
2016
- Taiwanesischer Meister – Einzelzeitfahren

2019
- Asienmeisterschaften – Einzelzeitfahren (U23)

2020
- Taiwanesischer Meister – Einzelzeitfahren

2021
- Taiwanesischer Meister – Einzelzeitfahren

2023
- Asienmeisterschaften – Einzelzeitfahren
- Taiwanesischer Meister – Einzelzeitfahren